# باشگاه ورزشی پاردش
باشگاه ورزشی پاردش (به پرتغالی: União Sport Clube Paredes) یک باشگاه ورزشی پرتغالی از پاردش است. این باشگاه در سال ۱۹۲۴ تأسیس شد.

## تاریخچه
این باشگاه در ۱۳ دسامبر ۱۹۲۴ تأسیس شد.
ریشه این نام چندین مؤلفه دارد: یونیائو (به پرتغالی: União)، اتحاد تلاش‌ها؛ پاردش (به پرتغالی: Paredes)، بر اساس زادگاه باشگاه.